# Seminarium Kondakovianum
Seminarium Kondakovianum, Семинар имени Н. П. Кондакова, с 1931 года Археологический институт имени Н. П. Кондакова — объединение учёных из белой эмиграции, известное трудами своих участников в области византийской и русской истории, искусства и археологии. Семинар был образован в Праге в 1925 году и назван в честь умершего незадолго перед этим русского историка Н. П. Кондакова (1844—1925).

## Основание семинара
Небольшая группа из 10 или 11 русских эмигрантов тесно сотрудничала с Кондаковым в последние годы его жизни, посещала его лекции в Карловом университете. После смерти Кондакова они приняли решение публиковать работы из области его научных интересов, затем было решено продолжить его исследования. Также было принято решение завершить публикацию сочинений покойного учёного, прежде всего его труд о русских иконах. 22 апреля 1925 года состоялось учредительное собрание семинара, названного в его честь. В числе основателей семинара были искусствовед А. П. Калитинский, историк Г. В. Вернадский, его сестра Н. В. Вернадская и её муж Н. П. Толль, художница княгиня Н. Г. Яшвиль. А. П. Калитинский и Г. В. Вернадский стали директорами семинара. На учредительном собрании семинара также присутствовали дочь Н. Яшвиль, художница Т. Н. Родзянко и молодые учёные М. А. Андреева, Н. М. Беляев, Л. П. Кондарацкая, В. Н. Лосский, Д. А. Расовский. Целями семинара были заявлены сохранение и издание научного наследия Н. П. Кондакова и объединение русских учёных, ведущих исследования в области византинистики, истории русского и византийского искусства.
В течение первых лет существования сложился формат его заседаний. Длившиеся по нескольку часов, они включали чтение и обсуждение статей, научных проектов. Годовщина смерти Н. П. Кондакова 17 февраля отмечалась торжественным собранием, на котором производился приём новых членов. На встречах, длившихся несколько часов, производились чтения новых работ и велись дискуссии, на которых принципиально не затрагивались политические вопросы современности. Через некоторое время на заседания семинара стали приглашать специальных гостей из числа выдающихся учёных в области интересов семинара. Из подарков участников был сформирована библиотека и музей. Поскольку материальные обстоятельства членов сообщества были весьма стеснены, даже относительно невысокая стоимость услуг на выпуск печатных изданий в Праге в то время была семинару не по карману. Директора семинара обратились за помощью к президенту Чехословацкой республики Томашу Масарику, близкому другу Кондакова в его последние годы. Масарик, не имея возможности оказать помощь, обратился к своему американскому другу Ч. Крейну, финансисту, дипломату и арабисту. Крейн согласился оказать помощь в издании сборника трудов семинара и первый его том (не получивший номера, формально №1 вышел в 1927 году) смог появиться уже в феврале 1926 года. Спрос на это издание был велик, тираж распродали быстро и было принято решение издавать его на ежегодной основе под названием Seminarium Kondakovianum. Всего за 15 лет вышло 11 томов. В конце каждого номера помещался отчёт о деятельности участников Семинара за прошедший год, а также о поступивших пожертвованиях и об увеличении библиотеки.
В 1927 году Г. В. Вернадский принял приглашение М. И. Ростовцева занять должность в Йельском университете, в результате чего семинар лишился своего главного места собраний. Второй выпуск сборника был посвящён памяти Я. И. Смирнова (1869—1918), одного из наиболее талантливых учеников Н. П. Кондакова, умершего в 1918 году. «Поминальная» статья о Смирнове, которую написал С. А. Жебелёв, вызвала возмущение в Советском Союзе упоминанием об истощении, как причине смерти учёного. Жебелёву угрожали изгнанием из Академии наук, в которую он был принят незадолго перед тем, однако этого не произошло. В октябре решением Т. Масарика было принято решение оплатить обучение в университете одному из участников семинара Н. Е. Андрееву, впоследствии директору Института в 1939—1945 годах.

## Преобразование в институт
В связи с ростом числа иностранных членов, большим объёмом и высоким интересом к деятельности семинара в Восточной Европе и в СССР его деятельность существенно усложнилась. Для решения возникших организационных и экономических проблем в августе-сентябре 1930 года А. Калитинский принял решение преобразовать семинар в Институт имени Н. П. Кондакова. Для этого он добился финансовой поддержки со стороны своего друга художника, проживающего в Нью-Йорке, Н. К. Рериха. «Society of Friends of the Kondakov Institute» смогло собрать необходимые средства. Институт должен был быть организован по уставу Нью-Йоркского университета и был тесно связан с другими проектами Рериха, по предложению которого структура семинара была пересмотрена. Однако в сентябре того же года Калитинский был арестован по подозрению в мошенничестве, и хотя он был вскоре освобождён, Рерих потребовал его отставки. Поскольку Вернадский отказался возвращаться из Йеля, было принято решение оставить Калитинского директором института, но убрать его имя из публикаций. В результате идею основания института пришлось отложить. В декабре 1930 года в результате несчастного случая погиб учёный секретарь семинара искусствовед Н. М. Беляев (1899—1930). Его место члены семинара безуспешно предлагали занять известному византинисту Г. А. Острогорскому, в то время работавшему в Бреславльском университете.
В октябре 1931 года А. Калитинский снова вернулся к идее организации института и в конце года все необходимые документы были оформлены. В условиях экономического кризиса и политической неопределённости члены института рассматривали различные варианты сохранения его существования, в том числе и перемещение его в США. В 1933 году была завершена публикация четырёхтомника Н. П. Кондакова «Русская икона». В 1937 году поддержка государства прекратилась, и возникла идея воспользоваться покровительством югославского принца Павла; не все члены института поддержали этот план, но в начале 1938 года был основан филиал в Белграде. В его создании принял участие Г. А. Острогорский, с 1933 года проживавший в Белграде и возглавлявший кафедру византинистики философского факультета Белградского университета. Туда же было перенесено издание печатного органа института. В 1937 году институт насчитывал 111 членов, включая многих известных зарубежных византинистов — Ш. Диль, А. Грегуар, А. Н. Грабар и другие.
В годы Второй мировой войны деятельность Института была практически парализована. Некоторые из его членов были вынуждены покинуть Чехословакию. Президент Института Н. П. Толль ещё в сентябре 1938 года выехал в Белград, а затем в США. Свои обязанности он передал Н. К. Андрееву, который исполнял эти обязанности до 1945 года. Он смог получить поддержку от немецкого оккупационного командования и даже должность нем. Institutleiter, хотя возглавляемая им организация по-прежнему придерживалась принципа неучастия в политических действиях. Со стороны германского правительства поддержку оказывали рейхспротектор К. фон Нейрат и чешский аристократ Карл Шварценберг. Под руководством Андреева институт вёл активную научную деятельность в области изучения икон. Андреевым был приглашён к сотрудничеству иконописец Е. Е. Климов (1901—1990).
После освобождения советскими войсками Чехословакии Андреев был арестован Смершем и выслан в СССР. Хотя два года спустя он был освобождён в Берлине, деятельность института не восстановилась. Формально он просуществовал ещё несколько лет.